# Bellegarde-du-Razès
 Bellegarde-du-Razès  (en occitano Bèlagarda de Rasés) es una comuna y población de Francia, en la región de Languedoc-Rosellón, departamento de Aude, en el distrito de Limoux y cantón de Alaigne.
Está integrada en la Communauté de communes les Coteaux du Razès .

## Demografía
| 239 | 255 | 199 | 186 | 183 | 184 |
| Para los censos de 1962 a 1999 la población legal corresponde a la población sin duplicidades (Fuente: INSEE [Consultar]) |     |     |     |     |     |